# Rosiczka przylądkowa
Rosiczka przylądkowa (Drosera capensis L.) – gatunek rośliny należący do rodziny rosiczkowatych. Występuje w stanie dzikim w Południowej Afryce w pobliżu Przylądka Dobrej Nadziei. 

## Morfologia

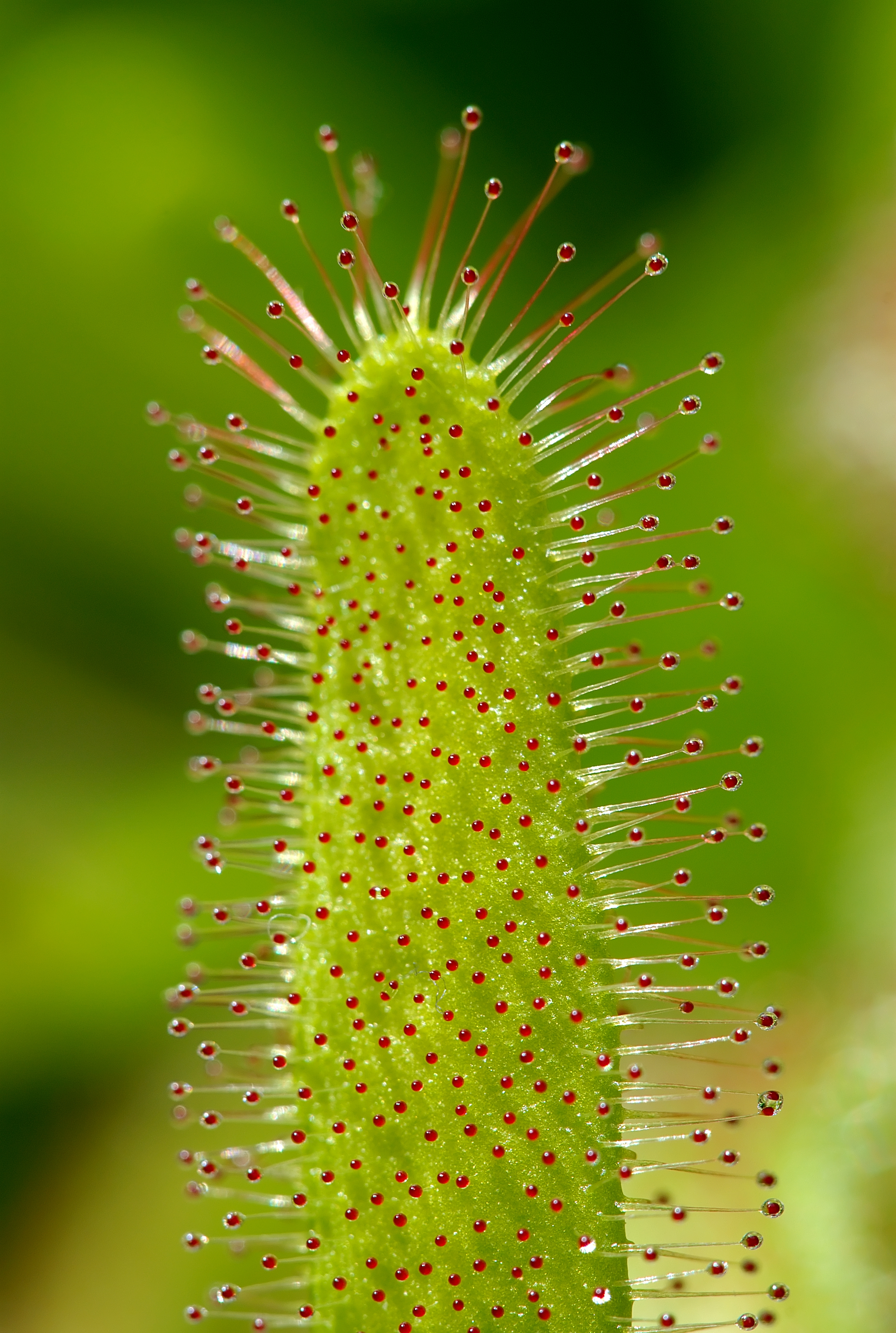
Zbliżenie liścia

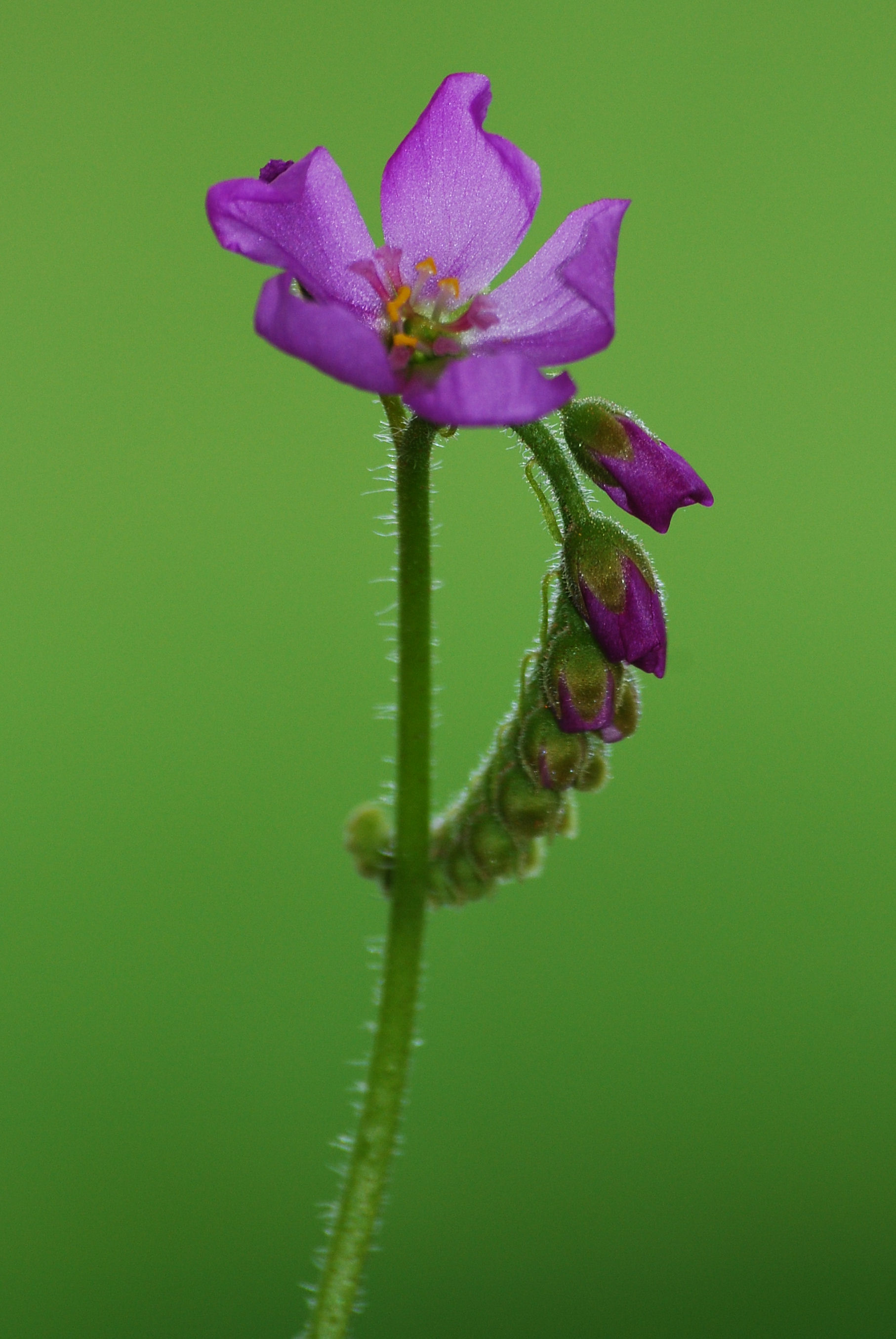
Kwiat rosiczki przylądkowej

PokrójDrobna roślina o wysokości do 30 cm. Tworzy przyziemną rozetę; u starszych roślin można zaobserwować zdrewniałą łodygę.
LiścieDługoogonkowe, równowąskie, o długości do 12 cm i szerokości do 5mm, wierzchołek ucięty lub tępy. Z wierzchu i po brzegach posiadają włoski gruczołowe (często barwy czerwonej).
KwiatyNa długim pędzie kwiatostanowym (do 30 cm) wyrasta kilka do kilkunastu kwiatów barwy purpurowej lub białej o średnicy do 2 cm zebranych w pozorne grono.

## Biologia i ekologia
Bylina, roślina owadożerna. Siedlisko: torfowiska, tereny podmokłe. Kwiaty samopylne. Liście wydzielają lepką, przywabiającą ciecz, do której przyklejają się owady. Później liście zwijają się i trawią zdobycz, co dostarcza roślinie związków azotu, w które jest ubogie naturalne środowisko życia rośliny.

## Zastosowanie
Gatunek pospolity w amatorskich uprawach, w Polsce uprawiany głównie jako roślina pokojowa.

## Uprawa
Wymaga torfowej, małożyznej gleby i słonecznego stanowiska. Najlepiej rośnie w mieszance torfu oraz perlitu lub gruboziarnistego piasku. Rozmnaża się ją przez podział, nasiona lub przez sadzonki korzeniowe. Jest bardzo wrażliwa na zanieczyszczenia znajdujące się w wodzie wodociągowej i z tego względu podlewać ją należy tylko wodą deszczową lub destylowaną. Rosiczkę należy podlewać poprzez podsiąkanie, ustawiając doniczkę w podstawce z wodą.